# Minnesota Timberwolves 1994-1995
La stagione 1994-95 dei Minnesota Timberwolves fu la 6ª nella NBA per la franchigia.
I Minnesota Timberwolves arrivarono sesti nella Midwest Division della Western Conference con un record di 21-61, non qualificandosi per i play-off.

## Roster
| N° | Naz.                   | Ruolo | Sportivo            | Anno | Alt. | Peso |
| -- | ---------------------- | ----- | ------------------- | ---- | ---- | ---- |
| 2  | Stati Uniti (bandiera) | G     | Askia Jones         | 1971 | 196  | 91   |
| 3  | Stati Uniti (bandiera) | G     | Chris Smith         | 1970 | 191  | 86   |
| 4  | Stati Uniti (bandiera) | G     | Micheal Williams    | 1966 | 188  | 79   |
| 5  | Stati Uniti (bandiera) | GA    | Doug West           | 1967 | 198  | 91   |
| 10 | Stati Uniti (bandiera) | G     | Howard Eisley       | 1972 | 188  | 80   |
| 15 | Stati Uniti (bandiera) | G     | Darrick Martin      | 1971 | 180  | 77   |
| 17 | Stati Uniti (bandiera) | AC    | Charles Shackleford | 1966 | 208  | 102  |
| 21 | Stati Uniti (bandiera) | AC    | Stacey King         | 1967 | 211  | 104  |
| 22 | Stati Uniti (bandiera) | G     | Winston Garland     | 1964 | 188  | 77   |
| 24 | Stati Uniti (bandiera) | A     | Tom Gugliotta       | 1969 | 208  | 109  |
| 30 | Stati Uniti (bandiera) | A     | Pat Durham          | 1967 | 201  | 95   |
| 32 | Stati Uniti (bandiera) | AC    | Christian Laettner  | 1969 | 211  | 107  |
| 34 | Stati Uniti (bandiera) | G     | Isaiah Rider        | 1971 | 196  | 98   |
| 40 | Stati Uniti (bandiera) | AC    | Mike Brown          | 1963 | 206  | 117  |
| 42 | Stati Uniti (bandiera) | A     | Donyell Marshall    | 1973 | 206  | 99   |
| 44 | Stati Uniti (bandiera) | AC    | Greg Foster         | 1968 | 211  | 109  |
| 45 | Stati Uniti (bandiera) | C     | Sean Rooks          | 1969 | 208  | 113  |
| 51 | Cuba (bandiera)        | AC    | Andrés Guibert      | 1968 | 208  | 102  |

## Staff tecnico
- Allenatore: Bill Blair
- Vice-allenatori: Mike Schuler, Randy Wittman, Greg Ballard